# Oneillornis lunulatus
El hormiguero lunulado u hormiguero lunado (en Ecuador y Perú) (Oneillornis lunulatus), es una especie de ave paseriforme de la familia Thamnophilidae, una de las dos pertenecientes al género Oneillornis, anteriormente colocada en Gymnopithys. Es nativa del occidente de la cuenca amazónica en Sudamérica.

## Distribución y hábitat
Se distribuye en el este de Ecuador (Sucumbíos, Orellana, Pastaza, Morona Santiago) y norte y centro de Perú (a occidente de los ríos Napo y Ucayali).
Esta especie es poco común en su hábitat natural, el sotobosque de bosques de várzea por debajo de los 450 m de altitud.

## Sistemática

### Descripción original
La especie O. lunulatus fue descrita por primera vez por los zoólogos británicos Philip Lutley Sclater y Osbert Salvin en 1873 bajo el nombre científico Pithys lunulata; la localidad tipo es: «Sarayacu, Loreto, Perú.»

### Etimología
El nombre genérico masculino «Oneillornis» conmemora al ornitólogo estadounidense John Patton O'Neill (1942–) y del griego «ornis, ornithos»: ave; y el nombre de la especie «lunulatus», proviene del latín: perfil de luna creciente, lunulado.

### Taxonomía
La presente especie y Oneillornis salvini se diferencian de las otras del género Gymnopithys por el dimorfismo sexual del plumaje, la ausencia del anillo periorbital de piel desnuda, el plumaje predominantemente gris y no pardo de los machos y las colas bien marcadas de las hembras; el estudio de Isler et al (2014) propone la separación de estas dos especies en un nuevo género Oneillornis Isler, Bravo & Brumfield, 2014. Diversas clasificaciones ya adoptan esta separación, así como el Comité de Clasificación de Sudamérica (SACC), que aprobó la Propuesta N° 740 de reconocimiento del nuevo género.
Es monotípica.